# Wyścig Portugalii WTCC 2011
Wyścig Portugalii WTCC 2011 – szósta runda World Touring Car Championship w sezonie 2011 i piąty z kolei Wyścig Portugalii. Rozegrał się on w dniach 1-3 lipca 2011 na torze ulicznym Circuito da Boavista położonym w drugim co do wielkości mieście Portugalii, Porto. W pierwszym wyścigu zwyciężył Alain Menu z Chevroleta, a w drugim jego zespołowy kolega Robert Huff.

## Wypowiedzi zwycięzców
Wykonałem dobry start i zdołałem utrzymać Yvana Mullera za sobą. Wtedy byłem w stanie skupić się na utrzymywaniu dobrego tempa i nierobieniu błędów. Zbudowałem przewagę tak więc mogłem zwolnić do bardziej zachowawczego tempa na ostatnich okrążeniach. Jestem zadowolony, ponieważ uzyskałem trochę punktów w mistrzostwach, ale teraz muszę stawić czoła startowi z dziesiątej pozycji w drugim wyścigu...

To był świetny wyścig i świetnie było widzieć imponującą jazdę Stefano D'Aste na pierwszych okrążeniach. Gdy Yvan zdołał go wyprzedzić musiałem się pośpieszyć i zrobić to samo, żeby nie stracić kontaktu. Ale zespół wykonał fantastyczną pracę, mój samochód był fantastyczny. Kiedy byłem za Yvanem zrobił wielki błąd i byłem zdolny, by z tego skorzystać. Jestem zadowolony, że zdobyłem więcej punktów niż inni. Miałem świetną pierwszą połowę sezonu i mam nadzieję trzymać się w ten sposób...

## Lista startowa
| Nr | Kierowca           | Zespół                      | Samochód             | Klasa |
| -- | ------------------ | --------------------------- | -------------------- | ----- |
| 1  | Yvan Muller        | Chevrolet                   | Chevrolet Cruze 1.6T | M     |
| 2  | Robert Huff        | Chevrolet                   | Chevrolet Cruze 1.6T | M     |
| 3  | Gabriele Tarquini  | Lukoil – SUNRED             | SUNRED SR León 1.6T  | M     |
| 4  | Aleksiej Dudukało  | Lukoil – SUNRED             | SEAT León 2.0 TDI    | MYJ   |
| 5  | Norbert Michelisz  | Zengő-Dension Team          | BMW 320 TC           | MY    |
| 7  | Fredy Barth        | SEAT Swiss Racing by SUNRED | SUNRED SR León 1.6T  | MY    |
| 8  | Alain Menu         | Chevrolet                   | Chevrolet Cruze 1.6T | M     |
| 9  | Darryl O’Young     | Bamboo Engineering          | Chevrolet Cruze 1.6T | MY    |
| 10 | Yukinori Taniguchi | Bamboo Engineering          | Chevrolet Cruze 1.6T | MY    |
| 11 | Kristian Poulsen   | Liqui Moly Team Engstler    | BMW 320 TC           | MY    |
| 12 | Franz Engstler     | Liqui Moly Team Engstler    | BMW 320 TC           | MY    |
| 15 | Tom Coronel        | ROAL Motorsport             | BMW 320 TC           | M     |
| 17 | Michel Nykjær      | SUNRED Engineering          | SUNRED SR León 1.6T  | MY    |
| 18 | Tiago Monteiro     | SUNRED Engineering          | SUNRED SR León 1.6T  | M     |
| 20 | Javier Villa       | Proteam Racing              | BMW 320 TC           | MY    |
| 25 | Mehdi Bennani      | Proteam Racing              | BMW 320 TC           | MY    |
| 26 | Stefano D'Aste     | Wiechers-Sport              | BMW 320 TC           | MY    |
| 30 | Robert Dahlgren    | Polestar Racing             | Volvo C30 Drive      | M     |
| 74 | Pepe Oriola        | SUNRED Engineering          | SUNRED SR León 1.6T  | MY    |
| Nr | Kierowca           | Zespół                      | Samochód             | Klasa |

| Symbol | Klasa                                   |
| ------ | --------------------------------------- |
| M      | Producent (Manufacturers' Championship) |
| Y      | Niezależny (Yokohama Trophy)            |
| J      | Specyfikacja 2010 (Jay-Ten Trophy)      |

## Wyniki

### Sesje treningowe
| Sesja | Nr | Kierowca    | Zespół    | Samochód             | Czas     | Okr. |
| ----- | -- | ----------- | --------- | -------------------- | -------- | ---- |
| 1     | 8  | Alain Menu  | Chevrolet | Chevrolet Cruze 1.6T | 2:06,992 | 9    |
| 2     | 2  | Robert Huff | Chevrolet | Chevrolet Cruze 1.6T | 2:05,719 | 13   |

### Kwalifikacje
| Poz.    | Nr      |         | Kierowca           | Zespół                      | Samochód             | Q1       | Q2       | Poz. s. R1 | Poz. s. R2 |
| II etap | II etap | II etap | II etap            | II etap                     | II etap              | II etap  | II etap  | II etap    | II etap    |
| ------- | ------- | ------- | ------------------ | --------------------------- | -------------------- | -------- | -------- | ---------- | ---------- |
| 1       | 8       |         | Alain Menu         | Chevrolet                   | Chevrolet Cruze 1.6T | 2:06,622 | 2:04,946 | 1          | 9          |
| 2       | 1       |         | Yvan Muller        | Chevrolet                   | Chevrolet Cruze 1.6T | 2:06,964 | 2:05,280 | 2          | 2          |
| 3       | 2       |         | Robert Huff        | Chevrolet                   | Chevrolet Cruze 1.6T | 2:06,918 | 2:05,284 | 3          | 3          |
| 4       | 3       |         | Gabriele Tarquini  | Lukoil – SUNRED             | SUNRED SR León 1.6T  | 2:06,397 | 2:05,548 | 4          | 10         |
| 5       | 18      |         | Tiago Monteiro     | SUNRED Engineering          | SUNRED SR León 1.6T  | 2:06,838 | 2:05,656 | 5          | 4          |
| 6       | 15      |         | Tom Coronel        | ROAL Motorsport             | BMW 320 TC           | 2:06,673 | 2:06,143 | 6          | 8          |
| 7       | 30      |         | Robert Dahlgren    | Polestar Racing             | Volvo C30 Drive      | 2:06,830 | 2:06,678 | 7          | 5          |
| 8       | 5       | Y       | Norbert Michelisz  | Zengő-Dension Team          | BMW 320 TC           | 2:06,789 | 2:06,682 | 8          | 7          |
| 9       | 26      | Y       | Stefano D'Aste     | Wiechers-Sport              | BMW 320 TC           | 2:06,987 | 2:06,722 | 9          | 1          |
| 10      | 12      | Y       | Franz Engstler     | Liqui Moly Team Engstler    | BMW 320 TC           | 2:06,827 | 2:06,770 | 10         | 6          |
| I etap  |         |         |                    |                             |                      |          |          |            |            |
| 11      | 17      | Y       | Michel Nykjær      | SUNRED Engineering          | SUNRED SR León 1.6T  | 2:07,021 | –        | 11         | 11         |
| 12      | 9       | Y       | Darryl O’Young     | Bamboo Engineering          | Chevrolet Cruze 1.6T | 2:07,066 | –        | 12         | 12         |
| 13      | 7       | Y       | Fredy Barth        | SEAT Swiss Racing by SUNRED | SUNRED SR León 1.6T  | 2:07,071 | –        | 13         | 13         |
| 14      | 20      | Y       | Javier Villa       | Proteam Racing              | BMW 320 TC           | 2:07,072 | –        | 14         | 14         |
| 15      | 11      | Y       | Kristian Poulsen   | Liqui Moly Team Engstler    | BMW 320 TC           | 2:07,134 | –        | 15         | 15         |
| 16      | 74      | Y       | Pepe Oriola        | SUNRED Engineering          | SUNRED SR León 1.6T  | 2:07,361 | –        | 16         | 16         |
| 17      | 4       | Y       | Aleksiej Dudukało  | Lukoil – SUNRED             | SEAT León 2.0 TDI    | 2:08,480 | –        | 18         | 17         |
| 18      | 10      | Y       | Yukinori Taniguchi | Bamboo Engineering          | Chevrolet Cruze 1.6T | 2:10,123 | –        | 17         | 18         |
|         | 25      | Y       | Mehdi Bennani      | Proteam Racing              | BMW 320 TC           |          | –        | 19         | 19         |
| Poz.    | Nr      |         | Kierowca           | Zespół                      | Samochód             | Q1       | Q2       | Poz. s. R1 | Poz. s. R2 |

#### Warunki atmosferyczne[3]
| Temperatura toru      | 26/28 °C |
| Temperatura powietrza | 20 °C    |
| Słońce                | nie      |
| Opady deszczu         | nie      |
| Sucho                 |          |

### Wyścig 1
| Poz.              | +/- | Nr |   | Kierowca           | Zespół                      | Samochód             | Okr. | Czas/Strata | Pkt. | Komentarz                    |
| ----------------- | --- | -- | - | ------------------ | --------------------------- | -------------------- | ---- | ----------- | ---- | ---------------------------- |
| 1                 |     | 8  |   | Alain Menu         | Chevrolet                   | Chevrolet Cruze 1.6T | 11   | 23:22,763   | 25   |                              |
| 2                 |     | 1  |   | Yvan Muller        | Chevrolet                   | Chevrolet Cruze 1.6T | 11   | +1,262      | 18   |                              |
| 3                 |     | 2  |   | Robert Huff        | Chevrolet                   | Chevrolet Cruze 1.6T | 11   | +1,519      | 15   |                              |
| 4                 | 1   | 18 |   | Tiago Monteiro     | SUNRED Engineering          | SUNRED SR León 1.6T  | 11   | +5,710      | 12   |                              |
| 5                 | 1   | 3  |   | Gabriele Tarquini  | Lukoil – SUNRED             | SUNRED SR León 1.6T  | 11   | +10,457     | 10   |                              |
| 6                 |     | 15 |   | Tom Coronel        | ROAL Motorsport             | BMW 320 TC           | 11   | +12,237     | 8    |                              |
| 7                 |     | 30 |   | Robert Dahlgren    | Polestar Racing             | Volvo C30 Drive      | 11   | +16,693     | 6    |                              |
| 8                 |     | 5  | Y | Norbert Michelisz  | Zengő-Dension Team          | BMW 320 TC           | 11   | +17,256     | 4    |                              |
| 9                 | 2   | 17 | Y | Michel Nykjær      | SUNRED Engineering          | SUNRED SR León 1.6T  | 11   | +17,724     | 2    |                              |
| 10                | 1   | 26 | Y | Stefano D'Aste     | Wiechers-Sport              | BMW 320 TC           | 11   | +18,232     | 1    |                              |
| 11                | 1   | 12 | Y | Franz Engstler     | Liqui Moly Team Engstler    | BMW 320 TC           | 11   | +20,360     |      |                              |
| 12                |     | 9  | Y | Darryl O’Young     | Bamboo Engineering          | Chevrolet Cruze 1.6T | 11   | +25,778     |      |                              |
| 13                | 3   | 74 | Y | Pepe Oriola        | SUNRED Engineering          | SUNRED SR León 1.6T  | 11   | +27,343     |      |                              |
| 14                | 1   | 11 | Y | Kristian Poulsen   | Liqui Moly Team Engstler    | BMW 320 TC           | 11   | +48,801     |      | kara +30 sekund              |
| 15                | 2   | 10 | Y | Yukinori Taniguchi | Bamboo Engineering          | Chevrolet Cruze 1.6T | 11   | +55,046     |      |                              |
| 16                | 3   | 25 | Y | Mehdi Bennani      | Proteam Racing              | BMW 320 TC           | 11   | +56,084     |      | kara +30 sekund              |
| Niesklasyfikowani |     |    |   |                    |                             |                      |      |             |      |                              |
|                   |     | 20 | Y | Javier Villa       | Proteam Racing              | BMW 320 TC           | 6    |             |      | kolizja z barierą            |
|                   |     | 7  | Y | Fredy Barth        | SEAT Swiss Racing by SUNRED | SUNRED SR León 1.6T  | 3    |             |      | ukończył, kolizja z Dudukało |
|                   |     | 4  | Y | Aleksiej Dudukało  | Lukoil – SUNRED             | SEAT León 2.0 TDI    | 0    |             |      | kolizja z Barthem            |
| Poz.              | +/- | Nr |   | Kierowca           | Zespół                      | Samochód             | Okr. | Czas/Strata | Pkt. | Komentarz                    |

#### Najszybsze okrążenie
| Nr | Kierowca   | Zespół    | Samochód             | Czas     | Okr. |
| -- | ---------- | --------- | -------------------- | -------- | ---- |
| 8  | Alain Menu | Chevrolet | Chevrolet Cruze 1.6T | 2:06,815 | 3    |

#### Warunki atmosferyczne[3]
| Temperatura toru      | 24 °C |
| Temperatura powietrza | 19 °C |
| Słońce                | nie   |
| Opady deszczu         | nie   |
| Sucho                 |       |

### Wyścig 2
| Poz. | +/- | Nr |   | Kierowca           | Zespół                      | Samochód             | Okr. | Czas/Strata | Pkt. | Komentarz       |
| ---- | --- | -- | - | ------------------ | --------------------------- | -------------------- | ---- | ----------- | ---- | --------------- |
| 1    | 2   | 2  |   | Robert Huff        | Chevrolet                   | Chevrolet Cruze 1.6T | 11   | 23:24,533   | 25   |                 |
| 2    |     | 1  |   | Yvan Muller        | Chevrolet                   | Chevrolet Cruze 1.6T | 11   | +1,797      | 18   |                 |
| 3    | 1   | 18 |   | Tiago Monteiro     | SUNRED Engineering          | SUNRED SR León 1.6T  | 11   | +8,728      | 15   |                 |
| 4    | 3   | 5  | Y | Norbert Michelisz  | Zengő-Dension Team          | BMW 320 TC           | 11   | +9,752      | 12   |                 |
| 5    | 3   | 15 |   | Tom Coronel        | ROAL Motorsport             | BMW 320 TC           | 11   | +10,059     | 10   |                 |
| 6    | 3   | 8  |   | Alain Menu         | Chevrolet                   | Chevrolet Cruze 1.6T | 11   | +11,114     | 8    |                 |
| 7    | 3   | 3  |   | Gabriele Tarquini  | Lukoil – SUNRED             | SUNRED SR León 1.6T  | 11   | +12,849     | 6    |                 |
| 8    | 2   | 12 | Y | Franz Engstler     | Liqui Moly Team Engstler    | BMW 320 TC           | 11   | +19,474     | 4    |                 |
| 9    | 3   | 9  | Y | Darryl O’Young     | Bamboo Engineering          | Chevrolet Cruze 1.6T | 11   | +24,147     | 2    |                 |
| 10   | 3   | 7  | Y | Fredy Barth        | SEAT Swiss Racing by SUNRED | SUNRED SR León 1.6T  | 11   | +25,787     | 1    |                 |
| 11   | 10  | 26 | Y | Stefano D'Aste     | Wiechers-Sport              | BMW 320 TC           | 11   | +30,250     |      |                 |
| 12   | 1   | 17 | Y | Michel Nykjær      | SUNRED Engineering          | SUNRED SR León 1.6T  | 11   | +34,399     |      |                 |
| 13   | 4   | 4  | Y | Aleksiej Dudukało  | Lukoil – SUNRED             | SEAT León 2.0 TDI    | 11   | +37,373     |      |                 |
| 14   | 2   | 74 | Y | Pepe Oriola        | SUNRED Engineering          | SUNRED SR León 1.6T  | 11   | +37,950     |      |                 |
| 15   | 3   | 10 | Y | Yukinori Taniguchi | Bamboo Engineering          | Chevrolet Cruze 1.6T | 11   | +38,735     |      |                 |
| 16   | 11  | 30 |   | Robert Dahlgren    | Polestar Racing             | Volvo C30 Drive      | 11   | +39,365     |      |                 |
| 17   | 3   | 20 | Y | Javier Villa       | Proteam Racing              | BMW 320 TC           | 11   | +41,084     |      |                 |
| 18   | 1   | 25 | Y | Mehdi Bennani      | Proteam Racing              | BMW 320 TC           | 11   | +58,161     |      | kara +30 sekund |
| 19   | 4   | 11 | Y | Kristian Poulsen   | Liqui Moly Team Engstler    | BMW 320 TC           | 11   | +1:53,447   |      |                 |
| Poz. | +/- | Nr |   | Kierowca           | Zespół                      | Samochód             | Okr. | Czas/Strata | Pkt. | Komentarz       |

#### Najszybsze okrążenie
| Nr | Kierowca    | Zespół    | Samochód             | Czas     | Okr. |
| -- | ----------- | --------- | -------------------- | -------- | ---- |
| 2  | Robert Huff | Chevrolet | Chevrolet Cruze 1.6T | 2:05,846 | 7    |

#### Warunki atmosferyczne[3]
| Temperatura toru      | 24 °C |
| Temperatura powietrza | 19 °C |
| Słońce                | nie   |
| Opady deszczu         | nie   |
| Sucho                 |       |

## Klasyfikacja po rundzie

### Kierowcy
| Poz. | +/- | Kierowca            | Starty | Punkty | P1 | P2 | P3 | PP | NO | NS | DK | NW |
| ---- | --- | ------------------- | ------ | ------ | -- | -- | -- | -- | -- | -- | -- | -- |
| 1    |     | Robert Huff         | 12     | 227    | 6  | 1  | 1  | 3  | 5  | –  | –  | –  |
| 2    |     | Yvan Muller         | 12     | 198    | 2  | 6  | 2  | 1  | 3  | 1  | –  | –  |
| 3    |     | Alain Menu          | 12     | 167    | 3  | 2  | 2  | 3  | 1  | 1  | –  | –  |
| 4    | 2   | Tiago Monteiro      | 12     | 101    | –  | –  | 3  | 1  | –  | –  | –  | –  |
| 5    |     | Tom Coronel         | 11     | 100    | –  | 2  | –  | –  | –  | 1  | –  | 1  |
| 6    | 2   | Gabriele Tarquini   | 12     | 99     | 1  | –  | 1  | 1  | –  | 2  | –  | –  |
| 7    | 1   | Norbert Michelisz   | 10     | 66     | –  | 1  | –  | –  | 2  | –  | –  | –  |
| 8    | 1   | Kristian Poulsen    | 12     | 57     | –  | –  | 1  | –  | –  | 2  | –  | –  |
| 9    |     | Javier Villa        | 12     | 44     | –  | –  | 1  | –  | 1  | 1  | –  | –  |
| 10   |     | Darryl O’Young      | 12     | 39     | –  | –  | –  | –  | –  | 2  | –  | –  |
| 11   |     | Michel Nykjær       | 11     | 31     | –  | –  | –  | 1  | –  | 1  | –  | 1  |
| 12   |     | Carlos "Cacá" Bueno | 2      | 25     | –  | –  | 1  | –  | –  | –  | –  | –  |
| 13   |     | Robert Dahlgren     | 12     | 24     | –  | –  | –  | –  | –  | 1  | –  | –  |
| 14   |     | Franz Engstler      | 12     | 20     | –  | –  | –  | –  | –  | 2  | –  | –  |
| 15   |     | Fredy Barth         | 11     | 7      | –  | –  | –  | –  | –  | 4  | –  | 1  |
| 16   |     | Aleksiej Dudukało   | 12     | 2      | –  | –  | –  | –  | –  | 3  | –  | –  |
| 17   |     | Mehdi Bennani       | 11     | 2      | –  | –  | –  | 1  | –  | 1  | –  | 1  |
| 18   |     | Pepe Oriola         | 12     | 2      | –  | –  | –  | –  | –  | 1  | –  | –  |
| 19   |     | Stefano D'Aste      | 2      | 1      | –  | –  | –  | 1  | –  | –  | –  | –  |
| 20   | 1   | Yukinori Taniguchi  | 12     | 0      | –  | –  | –  | –  | –  | –  | 1  | –  |
| 21   | 1   | Fabio Fabiani       | 8      | 0      | –  | –  | –  | –  | –  | 2  | –  | –  |
| 22   | 1   | Marchy Lee          | 5      | 0      | –  | –  | –  | –  | –  | 1  | –  | 1  |
| 23   | 1   | Urs Sonderegger     | 6      | 0      | –  | –  | –  | –  | –  | 1  | –  | 2  |
| 24   | 1   | İbrahim Okyay       | 2      | 0      | –  | –  | –  | –  | –  | –  | –  | –  |
| Poz. | +/- | Kierowca            | Starty | Punkty | P1 | P2 | P3 | PP | NO | NS | DK | NW |

### Producenci
| Poz. | +/- | Producent                      | Starty | Punkty | P1 | P2 | P3 | PP | NO | NS | DK | NW |
| ---- | --- | ------------------------------ | ------ | ------ | -- | -- | -- | -- | -- | -- | -- | -- |
| 1    |     | Chevrolet                      | 12     | 491    | 11 | 9  | 6  | 7  | 9  | 4  | 1  | –  |
| 2    | 1   | SR Customer Racing             | 12     | 279    | 1  | –  | 4  | 3  | –  | 11 | –  | 2  |
| 3    | 1   | BMW Customer Racing Teams      | 12     | 276    | –  | 3  | 2  | 2  | 3  | 11 | –  | 5  |
| 4    |     | Volvo Polestar Evaluation Team | 12     | 76     | –  | –  | –  | –  | –  | 1  | –  | –  |
| Poz. | +/- | Producent                      | Starty | Punkty | P1 | P2 | P3 | PP | NO | NS | DK | NW |